# لوسین بیانچی
لوسین بیانچی (ایتالیایی: Lucien Bianchi؛ زادهٔ ۱۰ نوامبر ۱۹۳۴ در میلان، درگذشتهٔ ۳۰ مارس ۱۹۶۹ در پیست سرت، لو مان) رانندهٔ مسابقات اتومبیل‌رانی اهل بلژیک بود که از فصل ۱۹۵۹ تا ۱۹۶۳، و سپس در فصل‌های ۱۹۶۵ و ۱۹۶۸ در مجموع در نوزده گراند پری از مسابقات جهانی فرمول یک شرکت کرد.
او در طول دوران فعالیت خود در فرمول یک، ۱ بار بر روی سکو رفت و ۶ امتیاز را به نام خود به‌ثبت رساند.
بیانچی در ۳۰ مارس ۱۹۶۹ بر اثر تصادف رانندگی در آزمون‌های آماده‌سازی برای مسابقه ۲۴ ساعته لمانز ۱۹۶۹ در پیست سرت، لو مان درگذشت.